# Spitsbergen
Spitsbergen é a maior das ilhas do arquipélago árctico de Svalbard, com 37 673 km² e 2 945 habitantes (2024), dos quais 60% são noruegueses e 35% russos e ucranianos. É um território sob soberania da Noruega, embora sujeito a um regime específico de acesso aos seus recursos naturais pela comunidade internacional, nos termos do Tratado de Svalbard assinado em Paris a 9 de Fevereiro de 1920.

| Etimologia de Spitsbergen O nome geográfico Spitsbergen foi atribuído pelo navegador neerlandês Willem Barentsz. Deriva das palavras holandesas spisse (pico ponteagudo) e bergen (montanha). O arquipélago onde está incluída a ilha de Spitsbergen foi denominado de "arquipélago de Spitsbergen" até 1920, ano em que a Noruega mudou o seu nome para "arquipélago de Svalbard". |

## Geografia e Clima

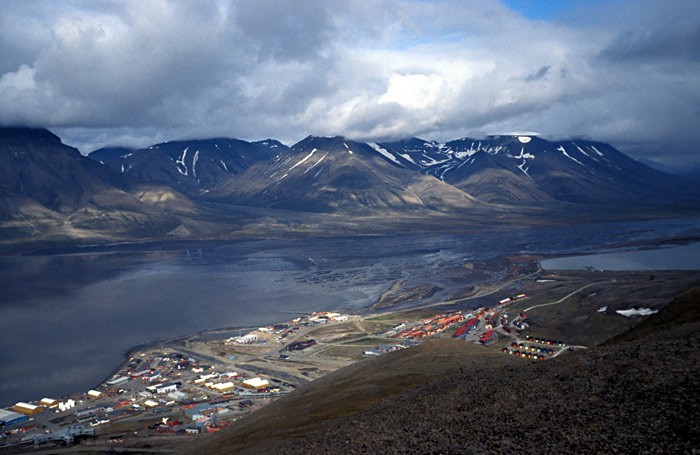
Longyearbyen, a capital administrativa da ilha

Situa-se 565 km a nordeste da costa da Noruega, em pleno Oceano Ártico, marcando a divisória do Mar da Noruega para o Mar de Barents, entre as coordenadas 71° a 78° N e 10° a 20° E, a ilha de Spitsbergen, com os seus 23,641 km² de superfície, representa cerca de 40% do território emerso do arquipélago de Svalbard, do qual forma a parte ocidental. É a única ilha permanentemente habitada naquele arquipélago (noutras ilhas existem estações de telecomunicações, meteorológicas e de investigação científica que, apesar de nalguns casos estarem permanentemente ocupadas, não mantêm uma população residente fixa).
A ilha tem cerca de 450 km de comprimento e cerca de 40 a 225 km de largura, sendo recortada por profundos fiordes, relíquia do tempo em que esteve completamente coberta pela massa de gelo euroasiática durante a última glaciação. O peso do gelo levou ao afundamento isostático da placa tectônica, permitindo que os vales fossem inundados quando o nível eustático do mar subiu após o termo da glaciação (daí os fiordes). Hoje cerca de 60% do território da ilha permanece ocupado por geleiras.
Os valores climáticos normais em Spitsbergen indicam um clima tipicamente ártico, embora temperado pela corrente do Atlântico Norte, um prolongamento terminal para nordeste da corrente do Golfo. As temperaturas médias mensais ao nível do mar oscilam entre os -12 ºC a -17 ºC em Fevereiro e os 5 ºC a 6,5 ºC em Julho. A precipitação anual, quase toda sob a forma de neve, oscila entre os 200 mm e os 500 mm. Dada a elevada latitude, quase metade do ano é noite permanente, seguida por igual número de meses com o "sol da meia-noite" à vista. Em Longyearbyen, o sol da meia-noite dura de 20 de abril a 23 de agosto e a noite ártica de 26 de outubro a 15 de fevereiro.

## Fauna e flora

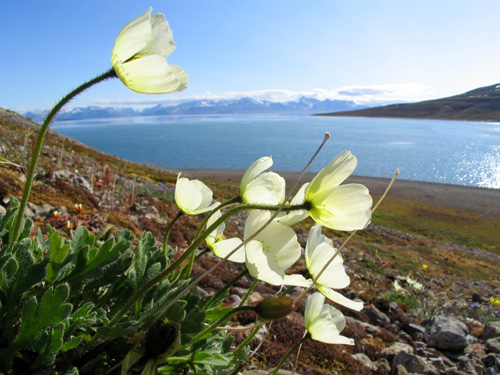
A Papaver dahlianum, uma papoila endémica de Spitsbergen

A fauna da ilha é rica incluindo o urso-polar, a raposa-polar, uma subespécie da rena europeia, um leão-marinho e uma multiplicidade de aves marinhas. A ilha tem uma espécie endémica de murganho, o Microtus epiroticus. O mar é rico em cetáceos e peixe.
A flora é variada embora restrita às zonas não glaciadas e ao curto período de crescimento permitido pelo clima. A ilha está situada a norte da timberline polar, pelo que não existem árvores.

## História
A ilha de Spitsbergen é conhecida desde tempos imemoriais pelos povos das regiões árcticas europeias e asiáticas, aparecendo referências a território insulares do Árctico nas sagas islandesas dos séculos X e XI, assentes nas tradições dos povos viquingues (embora a identificação das ilhas referidas com a Gronelândia, Jan Mayen ou Svalbard seja discutível). As tradições dos povos da Lapónia e da costa siberiana também incluíam referências à ilha do Árctico. 
Contudo, as primeiras referências seguras aparecem em crónicas russas dos séculos XIV e XV que atribuem a exploração das ilhas aos pomors, que as tinham considerado como parte da Gronelândia e, em consequência, denominado de Grumant (Грумант).
Apesar deste conhecimento ancestral, a existência das ilhas era ignorada pela intelectualidade europeia, que apenas delas teve conhecimento pelas crónicas da expedição que Willem Barentsz liderou em 1596, na procura da mítica Passagem do Nordeste para o Extremo Oriente e para a Índia. Deve-se a Barents a atribuição à ilha do nome de Spitsbergen (que significa picos aguçados, uma referência às montanhas da ilha), que acabou por se estender durante muito tempo a todo o arquipélago de Svalbard.
Durante o período em que as ilhas eram conhecidas por Spitsbergen, a ilha que hoje ostenta o nome era chamada Spitsbergen Ocidental, ou Vestspitsbergen. Por decisão do Estado norueguês, o arquipélago passou a ser designado por Svalbard, ficando a designação Spitsbergen reservada para a ilha do mesmo nome. Tal decisão baseia-se na existência, desde pelo menos 1194, de menção nas sagas viquingues uma terra de Svalbard (que significa costa fria), embora não seja seguro que em referência ao arquipélago que hoje ostenta o nome.

### A baleação e a questão da soberania

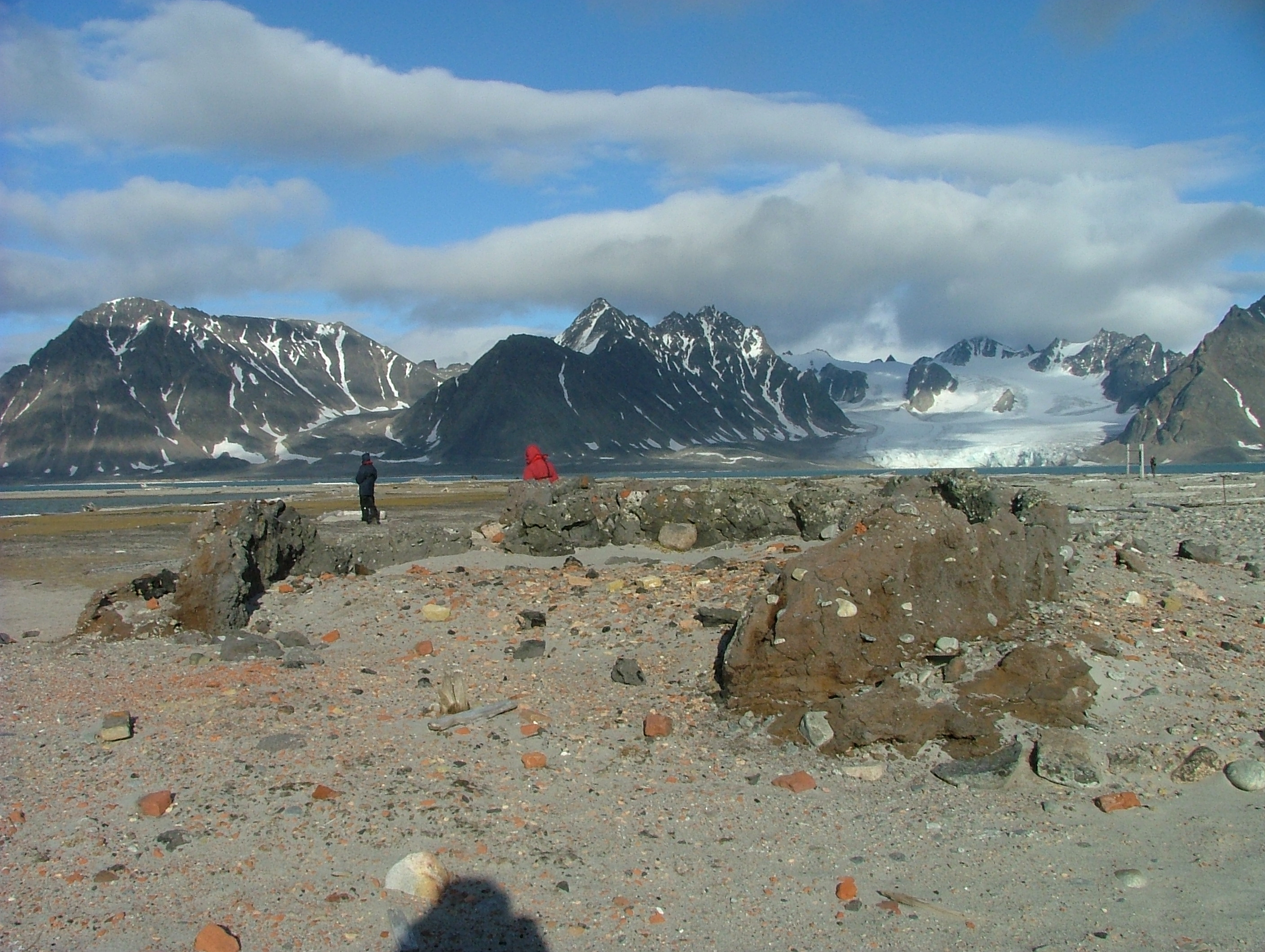
Ruínas da base baleeira neerlandesa de Esmeremburgo (século XVII)

Dado que o clima é extremo, as ilhas não têm qualquer interesse agrícola nem oferecem recursos que permitissem uma colonização economicamente apelativa. Assim, mesmo depois das expedições de Barents, as ilhas eram apenas ocasionalmente visitadas. 
A descoberta de que as águas em torno das ilhas eram ricas em baleias e outros mamíferos marinhos, que podiam ser caçados para produção de óleos animais, levou a que em poucas décadas as costas das ilhas fossem mapeadas e que em cada verão árctico fossem organizadas expedições de baleação aos mares das ilhas. Tal incluiu a criação em terra de pequenas estações de desmancha e derretimento de carcaças de baleia, que eram ocupadas apenas durante o período de caça. De 1612 a 1720, a baleação ao larga da costa oeste de Spitsbergen reunia navios baleeiros dinamarqueses, neerlandeses, ingleses, franceses e noruegueses. Estima-se que apenas os neerlandeses tenham capturado neste período cerca de 60 000 baleias, que derretiam na sua base de Esmeremburgo. 
Esta ocupação, ainda que temporária, veio suscitar a questão da soberania sobre as ilhas, que tinha permanecido relativamente indefinida, com todos os Estados escandinavos, desde a Dinamarca à Noruega, que entretanto procurava afirmar a sua independência, para além da Rússia e dos Países Baixos, a reclamarem direitos sobre as ilhas.
A questão agudizou-se quando se descobriu que a ilha era rica em carvão e em 1906 a empresa de capitais americanos Arctic Coal Company (ACC) pretendeu iniciar a exploração industrial. O povoado então fundado recebeu o nome de Longyearbyen, hoje a capital da ilha, em honra do americano John Munroe Longyear, proprietário da ACC. 
Em 1916, em plena Grande Guerra, a ACC vendeu a sua posição a interesses nórdicos e a companhia norueguesa Store Norske Spitsbergen Kulkompani A/S (SNSK), para além de outras duas empresas escandinavas e de uma neerlandesa, incrementou em muito a mineração, formando as primeiras colónias permanentes de dimensão apreciável no arquipélago. Seguiram-se interesses russos, que também pretendiam acesso ao carvão da ilha, o que levou a uma crescente tensão em torno do domínio da ilha. Terminada a guerra, as potências aliadas vencedoras resolveram apoiar as pretensões norueguesas, o que levou à assinatura em Paris, a 9 de fevereiro de 1920, do Tratado de Svalbard.

### OTratado de Svalbard

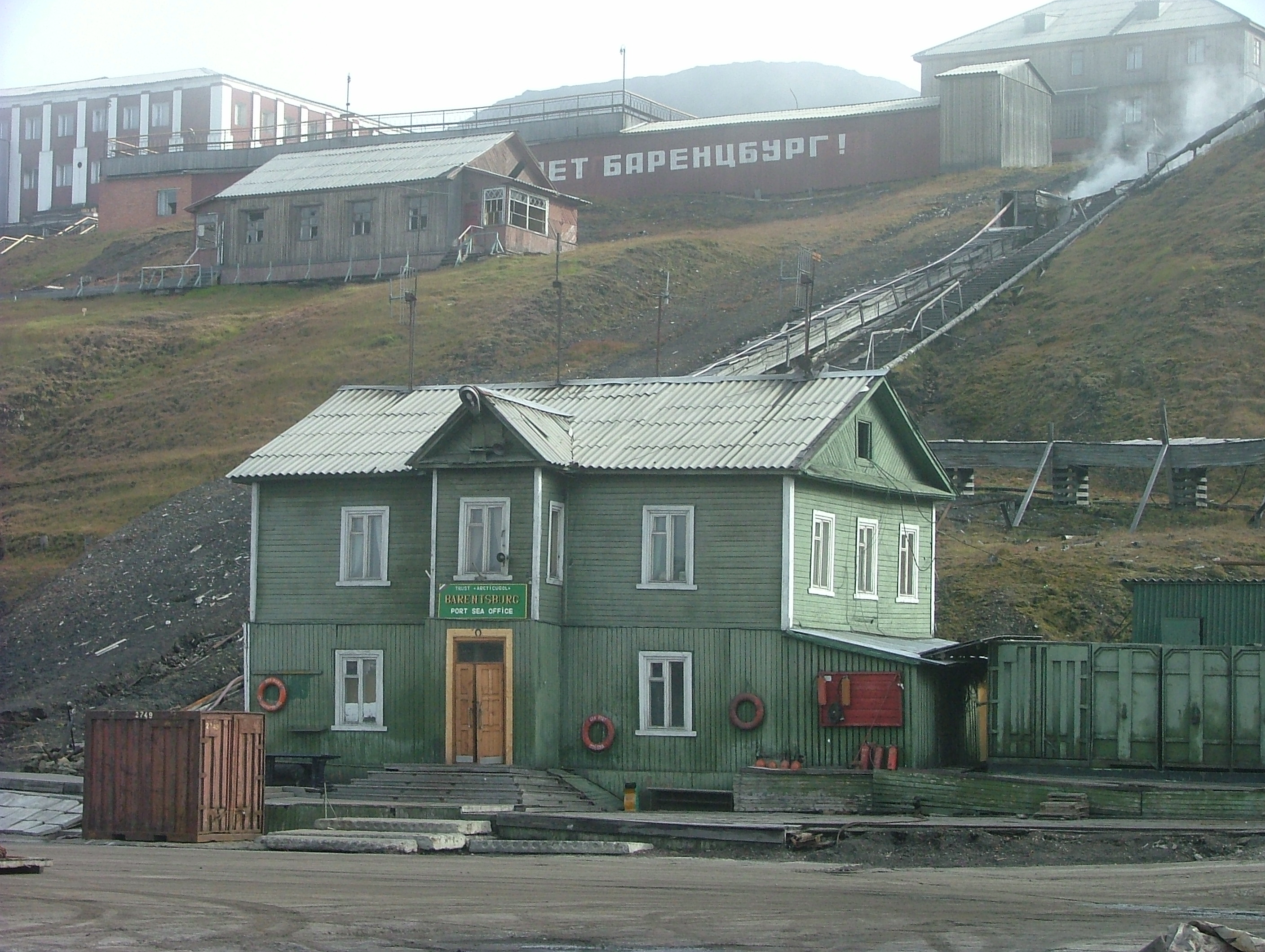
A colónia russa de Barentsburgo (Баренцбург)

Pelo Tratado de Svalbard, inicialmente assinado entre a Noruega, os Estados Unidos, o Reino Unido (e seus domínios do então Império Britânico), a França, o Canadá, a Austrália, a Dinamarca, a Itália, os Países Baixos, a Suécia e o Japão, a soberania norueguesa sobre a ilha foi reconhecida. A União Soviética aderiu em 1924, e a Alemanha em 1925. Hoje o Tratado tem mais de 40 signatários, entre os quais Portugal.
O Tratado de Svalbard, apesar de reconhecer a soberania norueguesa sobre a ilhas, impõe como condição a sua perpétua desmilitarização e o direito dos cidadão dos países signatários nelas se estabelecerem livremente para exploração dos seus recursos naturais, embora subordinados às leis promulgadas pela Noruega, que, contudo, não pode discriminar positivamente os seus cidadãos face aos dos restantes Estados signatários. 
Esta internacionalização de Svalbard levou a que durante a maior parte do século XX a ilha de Spitsbergen tivesse entre os seus residentes mais cidadão soviéticos que noruegueses, já que a União Soviética investiu substancialmente na exploração do carvão através da empresa estatal Trust Arktikugol (Арктикуголь), a única que, a par da norueguesa Store Norske Spitsbergen Kulkompani A/S, ainda mantém actividade mineira na ilha. Esta empresa adquiriu em 1932 as minas neerlandesas de Barentsburgo.
Nos termos do Tratado, a partir de 1925 a Noruega assumiu a administração da ilha tendo, entre outras medidas, estabelecido normas de protecção ambiental que foram pioneiras na Europa.

### A II Guerra Mundial
Apesar de ser uma zona desmilitarizada, Spitsbergen está situada numa posição geoestratégica importante, pois controla o acesso aos portos russos de Murmansk e Arkhangelsk, os únicos de que na Rússia têm acesso irrestrito ao Atlântico.
Desencadeada a guerra, e ocupada a Noruega pela Alemanha, a actividade mineira foi suspensa e a ilha quase totalmente evacuada a 3 de setembro de 1941. Mesmo assim, forças alemãs bombardearam Longyearbyen e Barentsburgo em Setembro 1943 e Sveagruva no ano seguinte.
Terminada a guerra, a ilha passou a desempenhar um papel importante na Guerra Fria, com os seus mares a serem palco de frequentes incursões submarinas e aéreas.

## Governança e economia
A ilha é governada desde 1925 pela Noruega, constituindo uma região autónoma dotada de sistema fiscal próprio (que não inclui a generalidade dos impostos noruegueses, incluindo os sobre o álcool e o tabaco) e de larga autonomia comunitária. Os enclaves soviéticos, hoje russos, apenas nominalmente estão sobre tutela norueguesa, funcionando com absoluta autonomia e apenas sujeitos às normas impostas pela empresa gestora.
A governação cabe a um Governador, o "Sysselmannen på Svalbard", a autoridade máxima na ilha, assessorado por um conselho.
A economia está cada vez mais dependente do turismo (que ainda é incipiente) já que a mineração tem vindo a ser progressivamente abandonada, hoje estando restrita às actividades russas em Barentsburgo e às minas norueguesas de Svea Nord (com exploração autorizada pelo Storting norueguês por mais 25 anos a partir de 2001).
Não existem estradas que liguem entre si as diversa povoações, estando o acesso dependente do navio ou do avião. O helicóptero e a mota de neve são os meios privilegiados de transporte. 
Hoje a capital, Longyearbyen, concentra quase toda a actividade administrativa e comercial, sendo o principal porto de entrada na ilha. As minas de carvão russas de Barentsburgo, com cerca de 900 residentes, são uma colónia independente, com os seus acessos directos ao exterior, central eléctrica e de telecomunicações própria, hospital, hotel, pavilhão desportivo e escola. Para fornecer as necessárias vitaminas, e para combater a depressão que a falta de luz provoca durante o longo inverno polar, a colónia tem a sua estufa aquecida e iluminada, com vegetais e jardim, e até uma pocilga industrial para fornecer carne fresca. A Rússia possui um consulado em Barentsburgo.
A colónia russa de Pyramiden (Пирамида), uma autêntica cidade com o seu hospital, estufas, escolas, pavilhões desportivos e grandes blocos de apartamentos, foi abandonada em 2000, encontrando-se as suas excelentes instalações em rápida degradação.
Em Ny Ålesund existe apenas uma pequena loja.
Todas as estruturas construídas antes de 1946 são consideradas património cultural, estando legalmente protegidas.

### Localidades

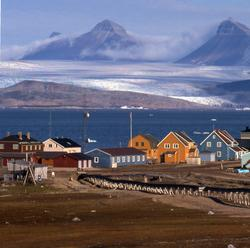
A povoação de Ny Ålesund, com o seu hotel e monumento a Roald Amundsen

- Longyearbyen — A capital administrativa da ilha, com cerca de 2 500 habitantes (2024). [6]
- Barentsburgo (Баренцбург) — antiga colónia neerlandesa vendida aos russos. Esta colónia mineira russa, com cerca de 340 residentes (2024), é hoje a única mina activa na ilha. [7]
- Grumant (Грумант) — é uma colónia russa abandonada desde 1961. Tem havido notícia de um possível retomar da mineração, mas a crise económica russa não pressagia sucesso. [8]
- Ny-Ålesund — antiga localidade mineira, cuja mina foi encerrada, e é atualmente uma plataforma de pesquisa internacional.	[9]
- A Pirâmide (Пирамида) — uma grande colónia de mineração russa, abandonada em 2000. Uma vez resolvidas as questões de propriedade, as suas valiosas infra-estruturas poderão levar a um repovoamento.	[10]
- Sveagruva — antiga localidade mineira, cuja mina foi encerrada em 2016 e a área devolvida ao estado natural. [11]

## As rochas de Kvadehuksletta
No lugar de Kvadehuksletta, na parte ocidental de Spitsbergen, existe uma interessante formação rochosa constituída por círculos quase perfeitos e formação com padrões geométricos labirínticos que aparentam, pela geometria e perfeição das formas, ser obra humana. Contudo, estudos recentes atribuem aquelas formações a processos puramente naturais, sendo a posição das pedras o resultado de repetidos ciclos de congelação e degelo (num processo designado por frost heaving).